# Espace Libre
Pour les articles homonymes, voir Espace.
 (août 2025).
Si vous disposez d'ouvrages ou d'articles de référence ou si vous connaissez des sites web de qualité traitant du thème abordé ici, merci de compléter l'article en donnant les références utiles à sa vérifiabilité et en les liant à la section « Notes et références ».

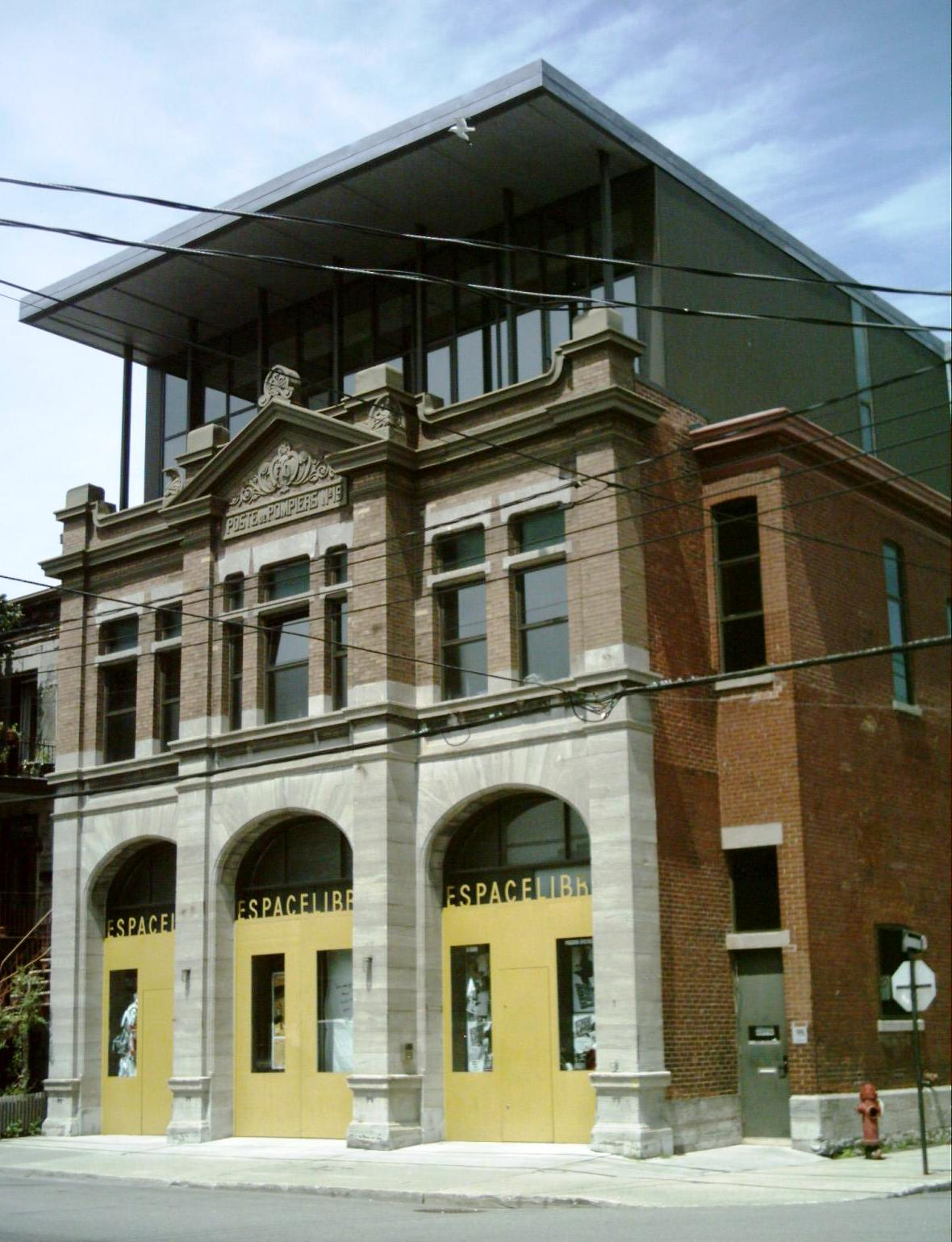
Le Théâtre Espace Libre

Espace Libre est un théâtre situé au 1945, rue Fullum dans le quartier Sainte-Marie à Montréal. Espace Libre est un point d’ancrage pour le monde du théâtre expérimental montréalais. C’est dans le quartier Centre-Sud, un ancien quartier ouvrier de Montréal, que Espace Libre s’installe à son ouverture en 1979, dans les locaux de l’ancien poste de pompiers nº 19 de la ville de Montréal, laissés vacants à la suite de sa relocalisation.

## Historique

### Inauguration et premières années
C’est en 1979 que le Nouveau Théâtre expérimental, Omnibus et Carbone 14, trois troupes de théâtre, décident de s’associer pour ouvrir leur propre lieu théâtral : Espace Libre. Ils trouvent la caserne de pompiers 19 du quartier Sainte-Marie et décident de la transformer en un théâtre. Les huit membres fondateurs, Jean Asselin, Denise Boulanger, Robert Claing, Danièle de Fontenay, Robert Gravel, Gilles Maheu, Anne-Marie Provencher et Jean-Pierre Ronfard s’attellent alors à la tâche de rénover cet endroit.
Au mois de novembre 1981, au terme des travaux et des rénovations, Espace Libre ouvre ses portes en présentant les pièces IV et V de la saga Vie et mort du Roi Boiteux, une création de Jean-Pierre Ronfard. Par la suite, on verra se succéder sans interruption beaucoup de créations, notamment d'Omnibus et du Nouveau Théâtre expérimental. Mais aussi des spectacles écris par de nombreux auteurs québécois. Très vite, Espace Libre participe à la manifestation Théâtre d’Ailleurs et commence à accueillir des spectacles venant du monde entier. On peut citer par exemple The Open Stage Obala, de Yougoslavie, le célèbre Bread and Puppet, mais aussi Plank de Belgique ou encore Tenkei Gejiko, du Japon.
En raison de divergences d’aspirations, Carbone 14 quitte l’aventure Espace Libre pour aller vivre dans son propre théâtre, l'Usine C. Il ne reste alors plus que le NTE et Omnibus qui décident alors de créer un volet accueil destiné à faire vivre pleinement Espace Libre. L’accueil permet à des troupes de théâtre de création de faire partie de la programmation d’Espace Libre chaque année. C’est en 1999 que le poste de directeur artistique est créé à Espace Libre, poste qui sera occupé jusqu’en 2002 par Diane Dubeau. 

### Rénovation et années 2000
En 20 ans d’activité, environ 200 spectacles ont été créés ou diffusés à Espace Libre. Le théâtre du quartier Sainte-Marie souhaite alors se développer et doit alors se procurer de l’espace et des équipements pour réaliser cet objectif. Le chantier commence au mois de juin 2001 et Espace Libre ferme alors temporairement ses portes. C’est l’architecte Michel Lapointe qui s’occupera de remodeler l’ancienne caserne et de la transformer en le nouvel Espace Libre, qui ouvre en septembre 2002 en présentant « Parade du temps qui passe », un spectacle de Jean-Pierre Ronfard et Alexis Martin.
Anne-Marie Provencher arrive à la direction artistique en 2002, aux côtés de Caroline Lussier, directrice administrative. L’accueil se développe alors autour de nouveaux artistes émergents.
En 2006, c’est Olivier Kemeid qui arrive à la direction artistique et Denys Caron en 2007 à la direction administrative. La fréquentation augmente à Espace Libre et le théâtre produit alors de plus en plus de spectacles faisant écho à l’actualité de son monde. En 2010, L’Énéide embrasse de plein fouet le sujet de l’émigration. Le festival International de Mime, créé par Omnibus, investit Espace Libre, c’est alors le seul festival de ce type en Amérique du nord.
En 2010, Philippe Ducros, directeur, metteur en scène et auteur des productions Hôtel-Motel, succède à Olivier Kemeid à la direction artistique d’Espace Libre. Espace Libre inaugure en 2011 le Studio Espace Libre. C’est un nouveau lieu de diffusion situé dans la salle de répétition, destiné à des productions de plus petites formes ou plus pointues. En 2015, la saison « Trouver l’espoir », terminera le cycle réalisé par Philippe Ducros avec les saisons « Résistance » en 2011-2012, « Que suis-je devenu ? » en 2012-2013, « Que sommes-nous devenus ? », 2013-2014. Ce ne sont pas moins de 40 spectacles que Philippe Ducros aura présenté à Espace Libre en quatre ans.
La saison 2015-2016 sera la première que programmera Geoffrey Gaquère à la direction artistique d’Espace Libre. Il met alors en place plusieurs démarches destinées à tourner Espace Libre davantage vers son quartier pour faciliter l'accès à la culture, notamment le comité spectateurs et le spectacle de quartier. La saison 2016-2017 a été dévoilée par Geoffrey Gaquère et Espace Libre le 18 avril 2016.

## Architecture
Construite en 1903 sur une rue occupée par plusieurs autres institutions publiques, la caserne nº 19 est l’œuvre de l’architecte Louis-Roch Montbriand, à qui l’on doit notamment l’architecture de l’église Notre-Dame-de-la-Défense classée lieu historique national du Canada, dessinée en collaboration avec l’artiste italien Guido Nincheri. La caserne nº19 arborait, comme plusieurs édifices institutionnels montréalais de l’époque, un style d'inspiration Beaux-Arts : une façade à plusieurs colonnades ; de nombreuses portes et éléments décoratifs ; et la présence d’un couronnement au sommet de la façade, qui présente une sorte d’écusson permettant d’identifier le lieu et son caractère.
Une première phase de travaux, en 1981, a permis l’adaptation de la caserne aux activités scéniques, et à la présentation de pièces de théâtre devant public. Cette adaptation fut achevée par une deuxième phase de travaux, en 1987. La salle de spectacle occupa ainsi le garage de l’ancienne caserne pendant plusieurs années.
Au milieu des années 1990, l’immeuble, dans sa forme originale, commença à ne plus répondre aux besoins des activités qui s’y déroulaient. Durant l'année 2001 commencèrent donc les travaux de démolition et de reconstruction de l’Espace Libre. Ces travaux furent entrepris sous la supervision de l’architecte Michel Lapointe, de la firme Lapointe, Magne et associés, de Montréal. Les travaux, qui s’inscrivaient dans un effort de revitalisation du patrimoine immobilier de Montréal, devaient respecter l’architecture de l’édifice original de 1903, et offrir suffisamment d’espace pour abriter les locaux de répétitions et d’administrations des deux compagnies de théâtre, des locaux pouvant accueillir les artistes en résidence, ainsi qu’une salle de spectacle pouvant répondre aux exigences des projets d’exploration théâtrale. Dans un effort de conservation, l’architecte Michel Lapointe et son équipe ont conservé quelques structures extérieures d’origine (façade, mur est, et tour de séchage des tuyaux) afin d’intégrer la nouvelle structure, dite moderne, aux éléments marquants de l’édifice d’origine.
Au mois d’août 2002, les travaux furent terminés. L’aire de terrain disponible amena les architectes à opter pour un concept sur 4 niveaux incluant un sous-sol excavé. Le premier niveau est principalement consacré à la salle de spectacle. D’une capacité de 130 places, celle-ci est conçue de manière que la configuration géométrique de la salle puisse être modifiée au gré des productions, et possède donc deux entrées possibles pour le public. Le sous-sol excavé, lui, propose un aménagement qui permet de dégager l’espace nécessaire à la salle du premier niveau. On y retrouve les aires de rangement, les toilettes publiques, les installations techniques et la régie. Les étages supérieurs accueillent quant à eux les locaux administratifs et de pratiques des deux compagnies de théâtre, et quelques salles communes.